# Ajattara
Ajattara es una banda finlandesa de black metal. Se formó originalmente por Pasi Koskinen como un proyecto en solitario, en 1996, y finalmente la banda desapareció en 2012. Pasi Koskinen cuando formó la banda aun tocaba en la banda Amorphis que posteriormente dejó para centrarse en la banda que fundó.

## Datos biográficos
Ajattara combina elementos del black y el doom metal clásico en la línea de Celtic Frost. El uso de sintes y guitarras pesadas es una de sus características principales. Las letras, en finés, tratan sobre la muerte, la maldad y el paganismo.
Nace a partir de Tomi Koivusaari y Pasi Koskinen (de Amorphis) en 1994. En 1998 editan su primera demo Helvetissä On Syntisen Taivas tras lo que firman con el sello Spikefarm Records para sus tres primeros discos.
En 2004 comienzan la tradición de grabar un sencillo con motivo de las navidades. A estos lanzamientos especiales corresponden Ilon Juhla, Joulu, Sika y Tulppaani.
A finales de 2006 Ajattara se rompe después de que Pasi Koskinen hiciera saludos neonazis y otras referencias políticas durante un concierto. La banda entra en estudio el 1 de junio de 2007 para grabar Kalmanto con el que reciben las primeras malas críticas al ser considerado caótico y sonar forzado.

## Miembros
- Pasi Koskinen - Ruoja - voz, guitarra, sintes
- Vesa Wahlroos - Kalmos - guitarra y coros
- Juha Harju - Tohtori Kuolio - bajo y coros
- Janne Immonen - Raajat - sintetizador
- Rainer Tuomikanto - Malakias V - batería
- Mynni Luukkainen - Tartunta - guitarra y coros

## Anteriores miembros
- Tomi Koivusaari ( - 2006) - guitarra
- Pekka Sauvolainen - Malakias - batería
- Jan Rechberger - Malakias II - batería
- Atte Sarkima - Malakias III - batería
- Tommi Lillman - Malakias IV - batería
- Toni Laroma - bajista
- Aki Räty - teclista
- Jarmo Ikala - teclista
- Kalle Sundström - teclista

## Discografía
| Año        | Título                        | Discográfica      | Formato |
| ---------- | ----------------------------- | ----------------- | ------- |
| 1998       | Helvetissä On Syntisen Taivas |                   | demo    |
| 2001       | Itse                          | Spinefarm Records | Álbum   |
| 2003       | Kuolema                       | Spinefarm Records | Álbum   |
| 2004       | Tyhjyys                       | Spinefarm Records | Álbum   |
| 2004       | llon juhla                    | Spinefarm Records | single  |
| 2005       | Joulu-Single 2005             | Spinefarm Records | single  |
| 2006       | Äpäre                         | Spinefarm Records | Álbum   |
| 2006       | Sika                          | Spinefarm Records | single  |
| 2007       | Tulppaani                     | Spinefarm Records | single  |
| 2007-09-05 | Kalmanto                      | Spinefarm Records | Álbum   |
| 2009       | Noitumaa                      | Spinefarm records | Álbum   |
| 2009       | Joululevy                     | Ranka Recording   | Álbum   |
| 2011       | Murhat                        | Osasto-A          | Álbum   |
| 2011       | Aura                          | Osasto-A          | Single  |
| 2017       | Lupaus                        | Svart Records     | Álbum   |

## Enlaces
- Página oficial de Ajattara
- Myspace de Ajattara
- Crítica de Kalmanto en muzike.org
- Crítica de Appare en laestadea.com
- Crítica de Thyiyss en The Metal Circus

- Datos: Q412165